# 和諧号
和諧号（わかいごう、ホーシェハオ、簡体字中国語: 和谐号、繁体字中国語: 和諧號、英語: Hexie Hao、CRH）は、中国鉄路高速（CRH）で運用されている中華人民共和国の高速鉄道車両である。

## 概要
和諧号 (CRH型) は日本・ドイツ・フランスの各国からの技術移転を基に、中国国内のメーカーでライセンス生産されているが、中国政府は自主開発と発表していた（川崎重工業#海外展開及びそれを巡る紛争や問題等も参照）。しかし、元中国鉄道部科学技術教育司長の周翊民が中国の独自技術ではない事を暴露したことが報じられた。
和諧号の大部分は2007年4月18日の第6次鉄道高速化計画に基づいて生産され営業運転するようになったが、中国国内の全ての高速列車が和諧号とは限らない。
和諧号の最高運転速度はCRH1・CRH5・CRH6で200 km/h以上、CRH2・CRH3で300 km/hである。それぞれの編成は610 - 668名の定員で8両編成で構成されている。CRH1はボンバルディア・トランスポーテーションと中国の青島四方機車車輛との合弁企業である青島四方ボンバルディア鉄路運輸設備 (英語: Bombardier Sifang Transportation、BST) によって山東省青島で製造された。
和諧号の車両は国際鉄道連合などが設定した国際基準をそれぞれ満たしており、また、重量わずか8.5トンの高強度アルミニウム合金製の車体を使用している。
この「和諧号」という愛称は胡錦濤元総書記 (国家主席) の和諧社会に由来しており、日本語で「調和」「ハーモニー」を意味する。

## 編成
- CRH1 - 生産はボンバルディア。Regina・Zefiro 250がベース。
  - CRH1A - 8両編成。Reginaがベース。
  - CRH1A-A - 8両編成。Zefiro 250がベース。
  - CRH1B - 16両編成。Regina・Zefiro 250がベース。
  - CRH1E - 寝台車16両編成。Zefiro 250がベース。
  - CRH1E-250 - 寝台車16両編成。Zefiro 250がベース。
- CRH2 - 生産は川崎重工業・青島四方機車車輛。E2系がベース。
  - CRH2A - 最高250km/h対応8両編成。
  - CRH2B - 最高250km/h対応16両編成。
  - CRH2C - 最高350km/h対応8両編成。
  - CRH2E - 寝台車16両編成。
  - CRH2G - 低温地域・砂漠・高温地域対応8両編成。
- CRH3 - 8両編成。ICE 3がベース。
  - CRH3A - 生産はシーメンス・唐山軌道客車。
  - CRH3C - 生産は長春軌道客車。
- CRH5 - 生産はアルストム・長春軌道客車。ETR600がベース。
  - CRH5A - 8両編成。
  - CRH5G - 寒冷地仕様8両編成。
  - CRH5H - 乾燥地仕様8両編成。
  - CRH5E - 寝台車16両編成。
- CRH6 - 生産は青島四方機車車輛・南京浦鎮車輛。
  - CRH6A - 8両編成。最高運転速度は200 km/h。
  - CRH6A-A - 4両編成。最高運転速度は200 km/h。
  - CRH6F - 8両編成。最高運転速度は160 km/h。
  - CRH6F-A - 4両編成。最高運転速度は160 km/h。
  - CRH6S - 4両編成。最高運転速度は140 km/h。
- CRH380A - 8両編成。生産は青島四方機車車輛。CRH2がベース。
  - CRH380AL - 16両編成。
- CRH380B - 8両編成。生産は唐山軌道客車・長春軌道客車。CRH3がベース。
  - CRH380BL - 16両編成。
- CRH380C - 生産は長春軌道客車。CRH3がベース。
  - CRH380CL - 16両編成。
- CRH380D - 8両編成。生産はボンバルディア。Zefiro 380がベース。

## ギャラリー

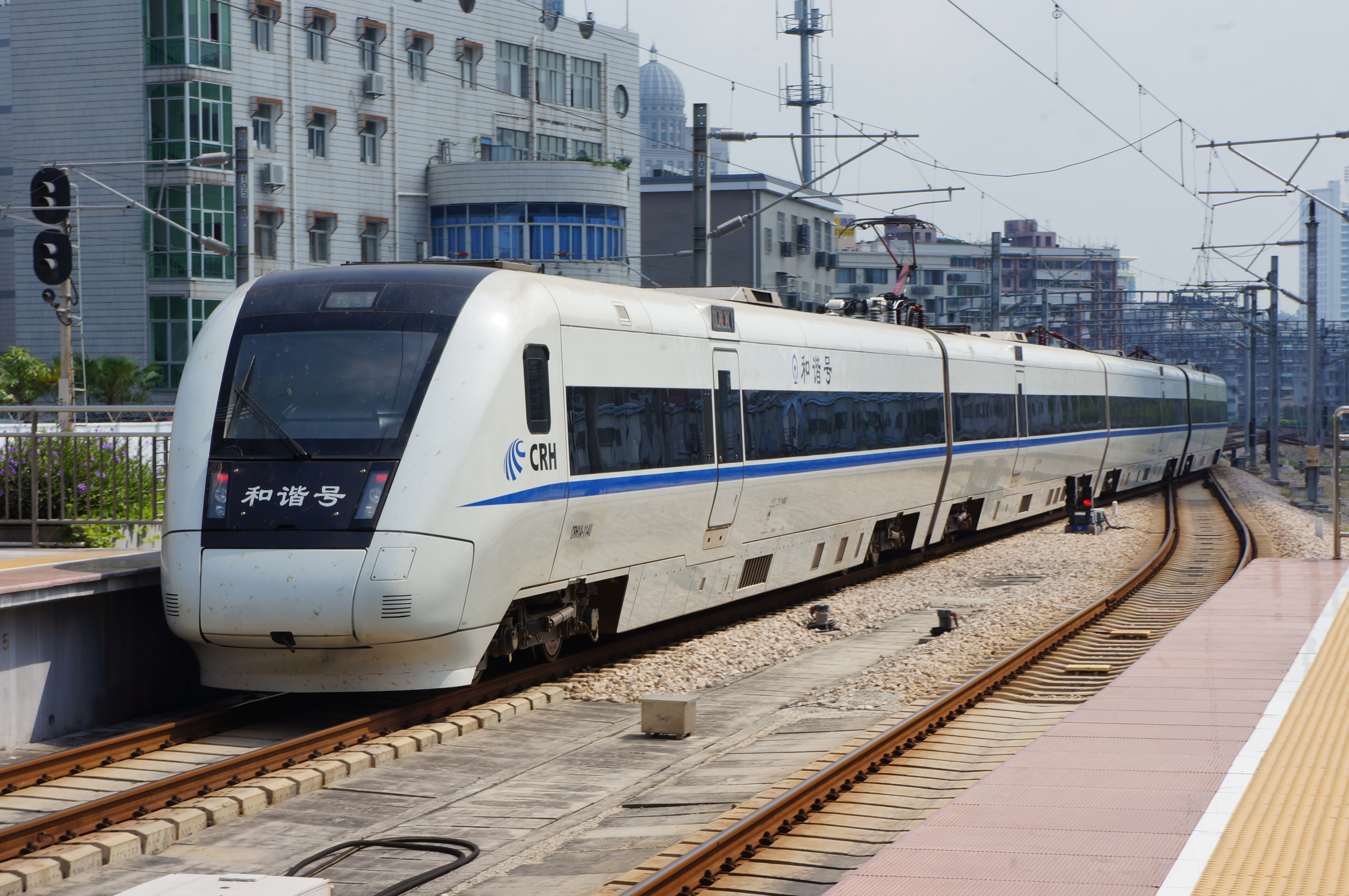
CRH1A
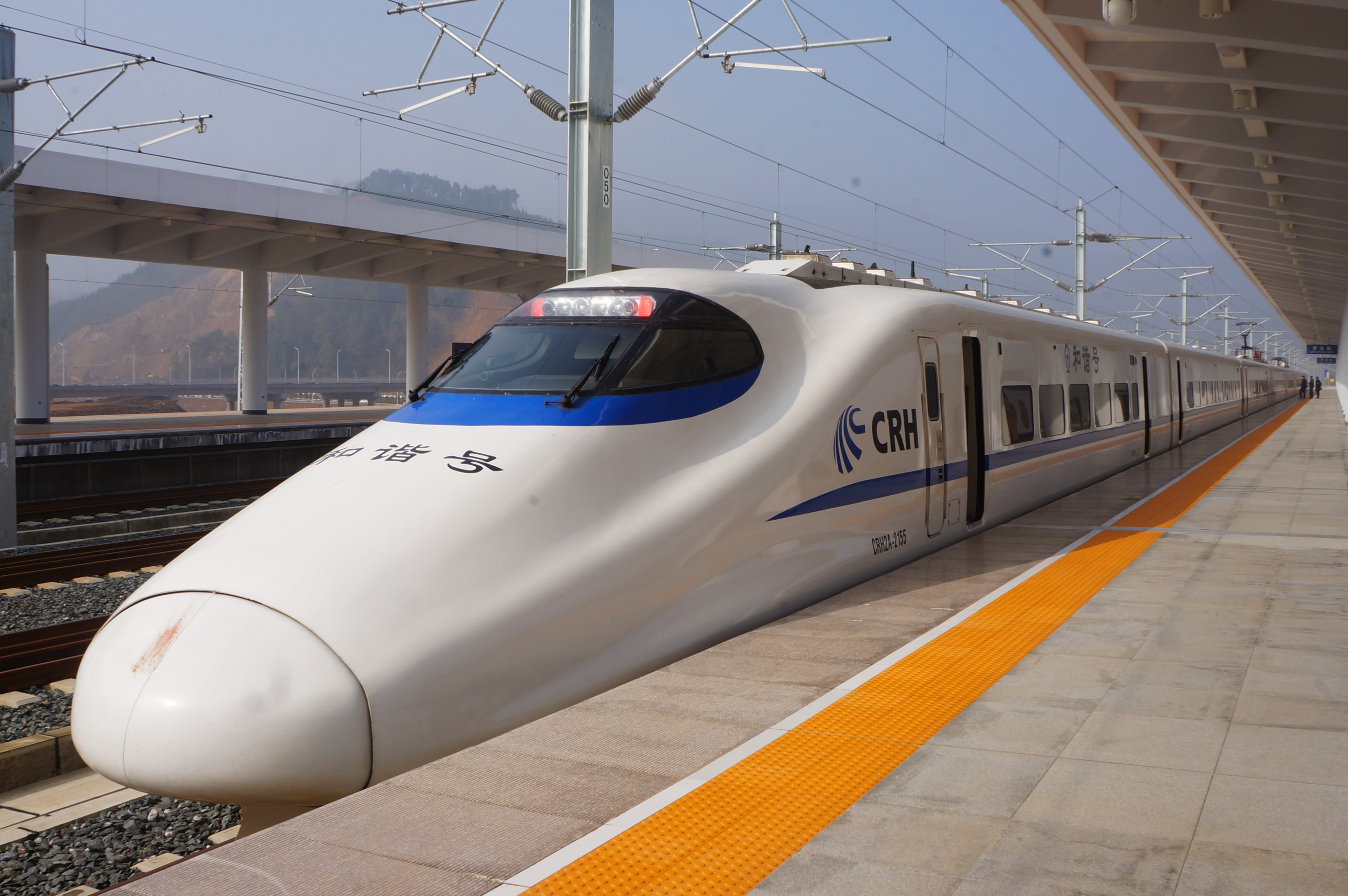
CRH2A
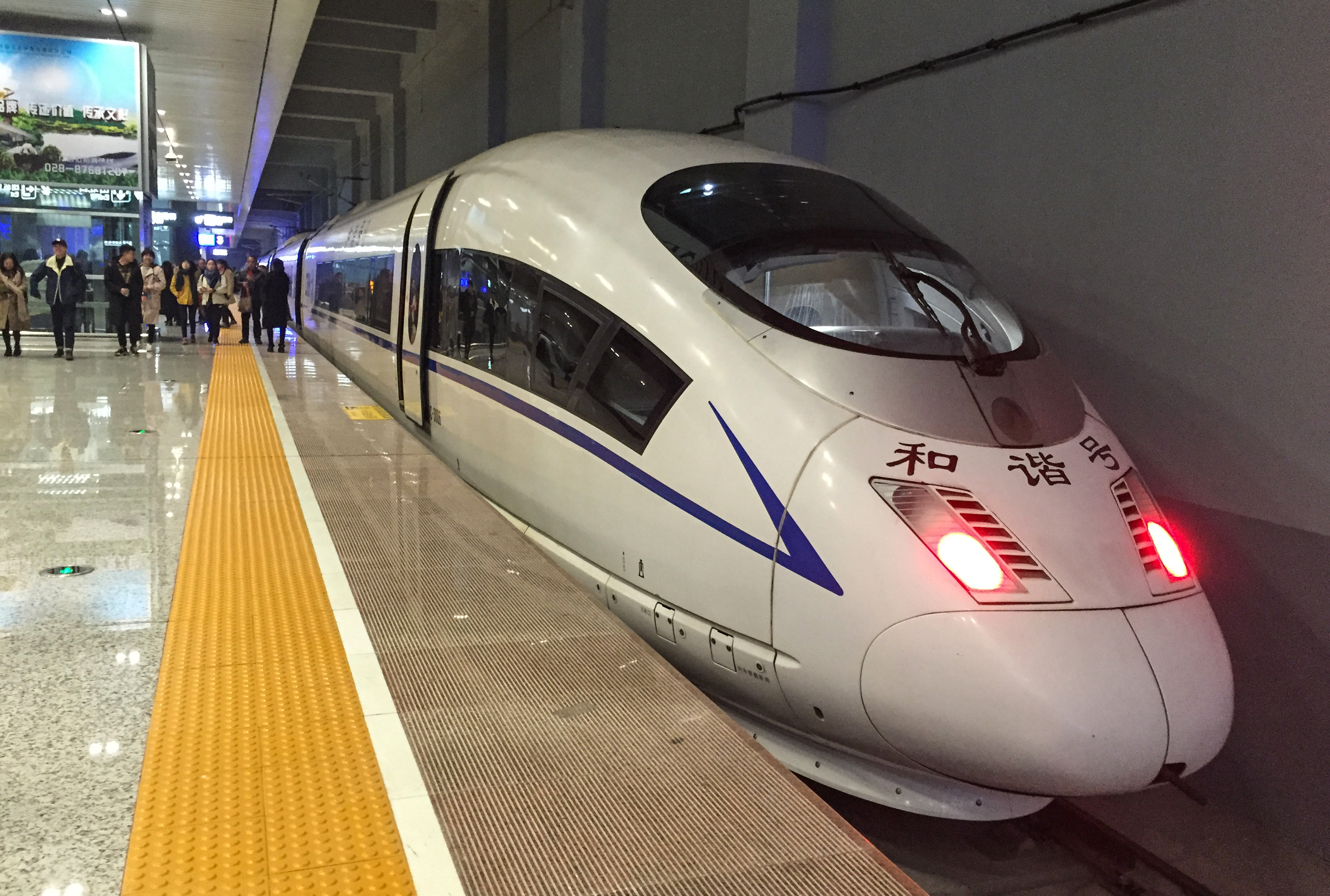
CRH3C
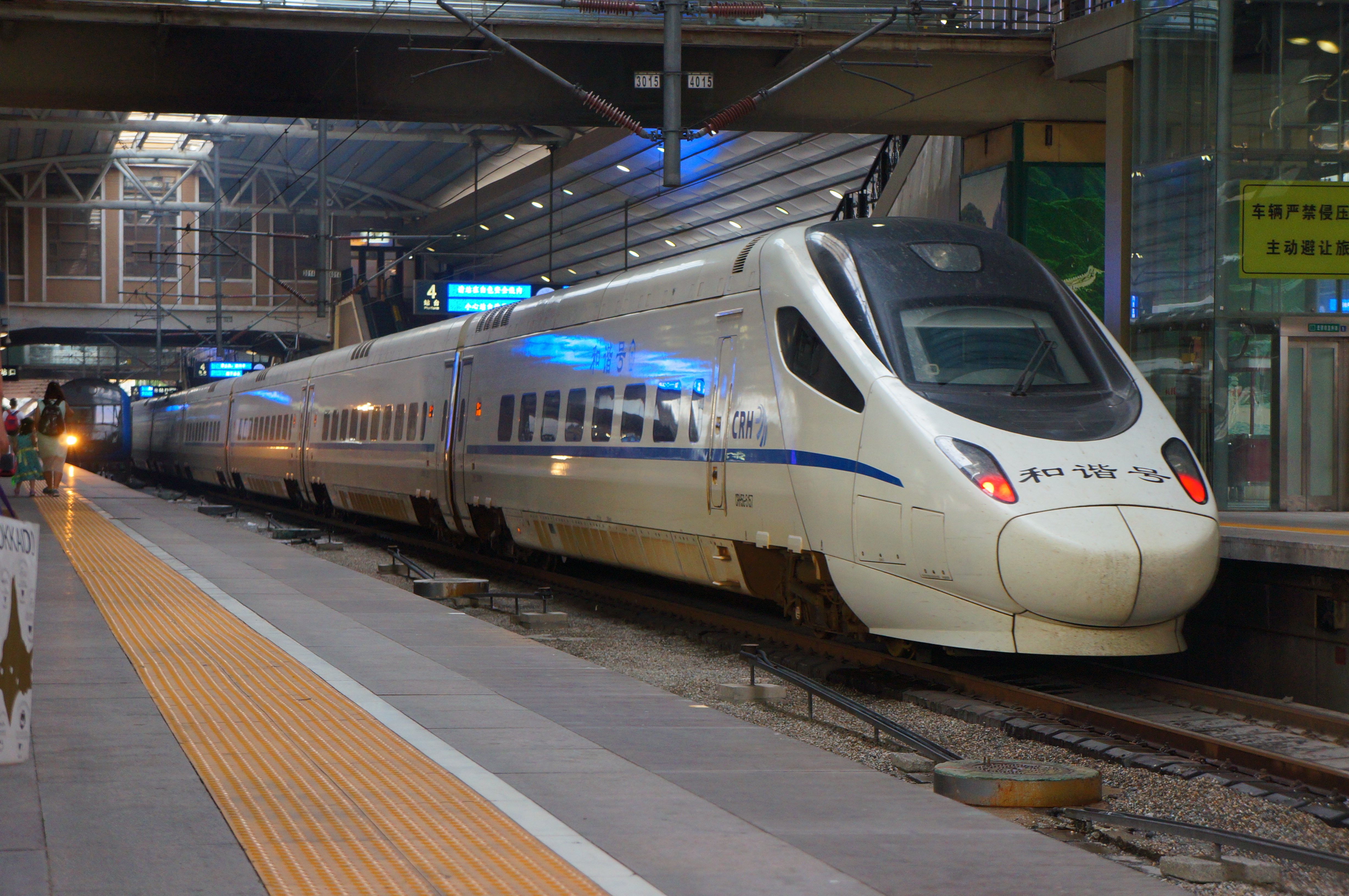
CRH5G
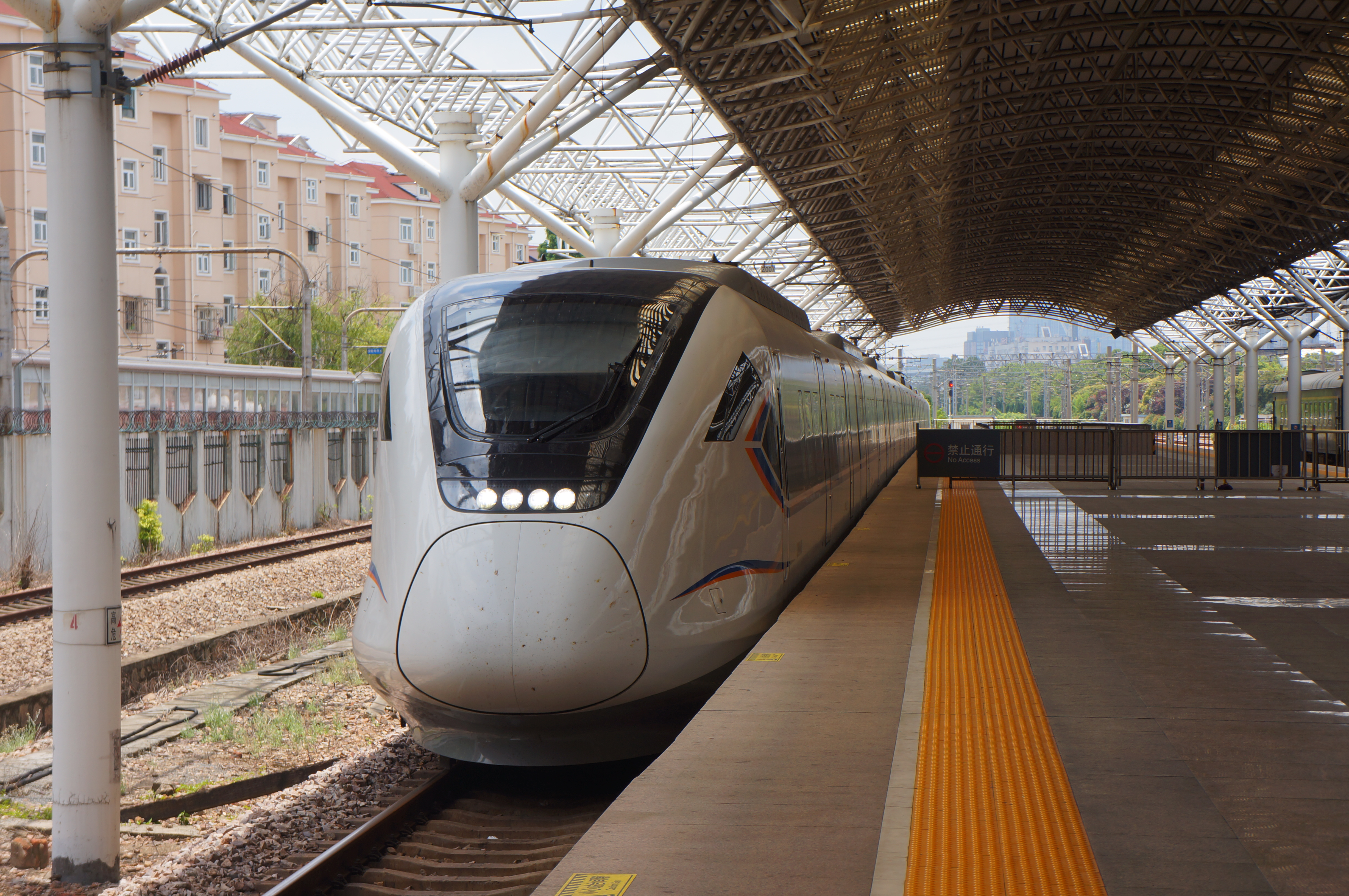
CRH6A
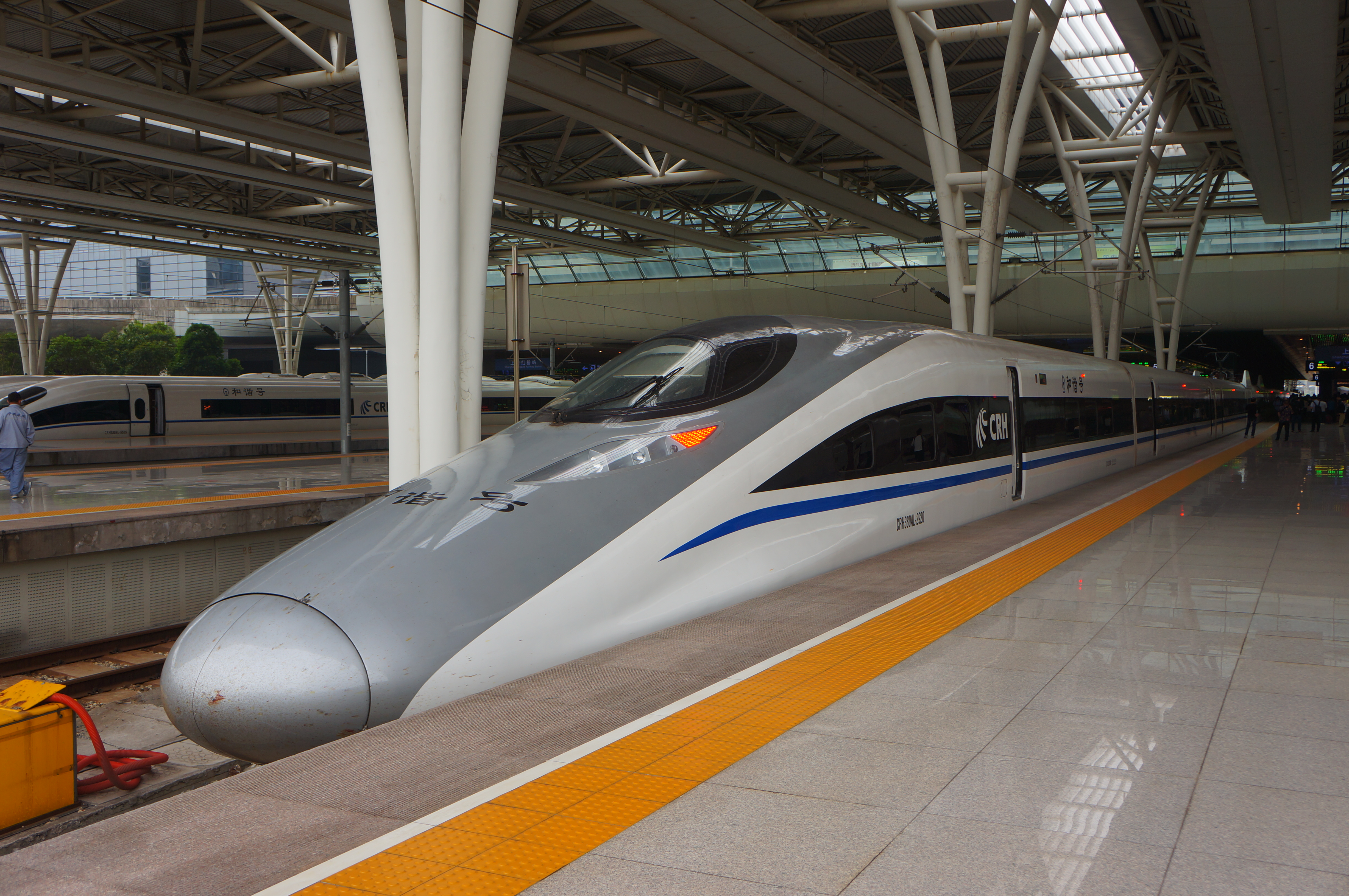
CRH380AL
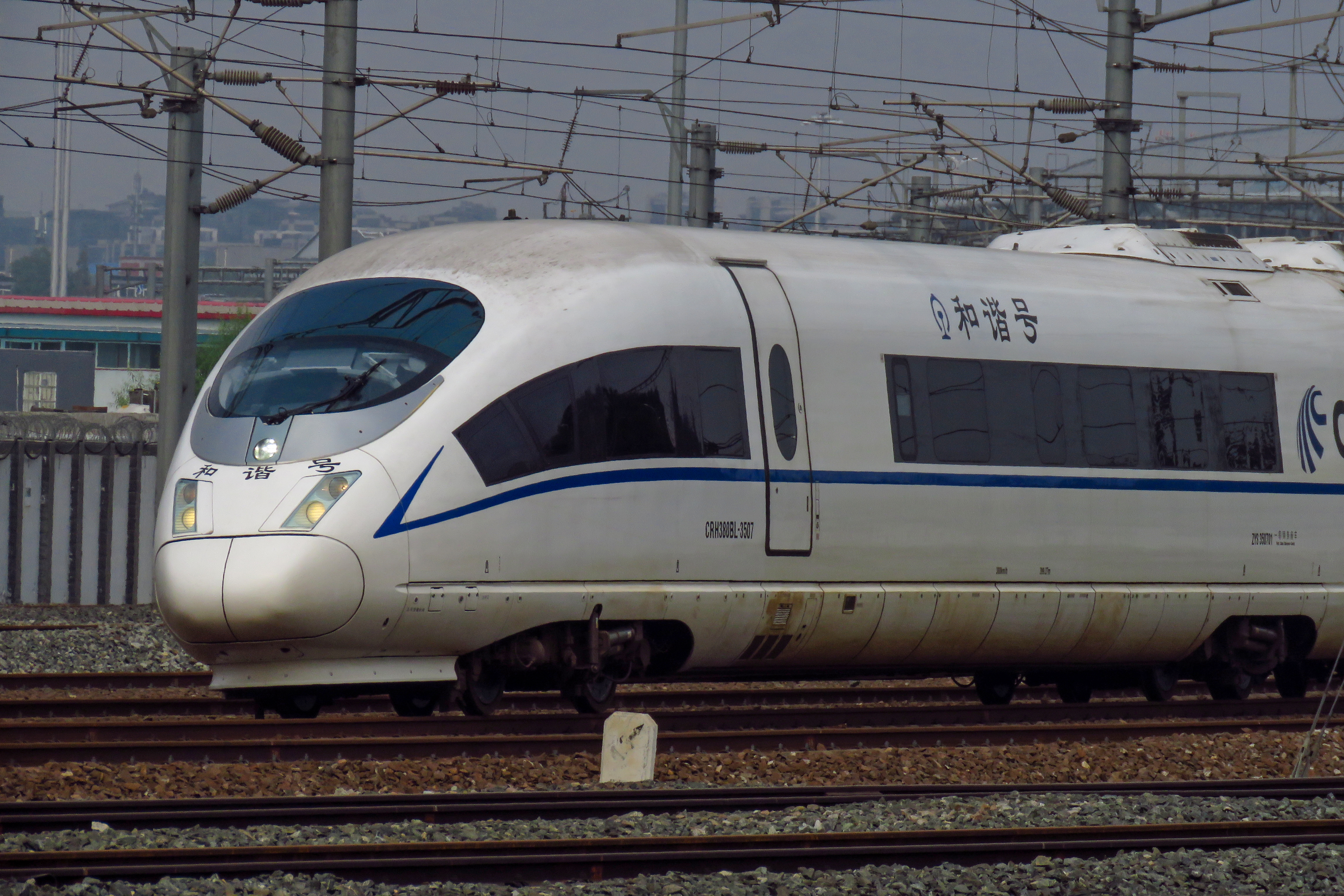
CRH380BL
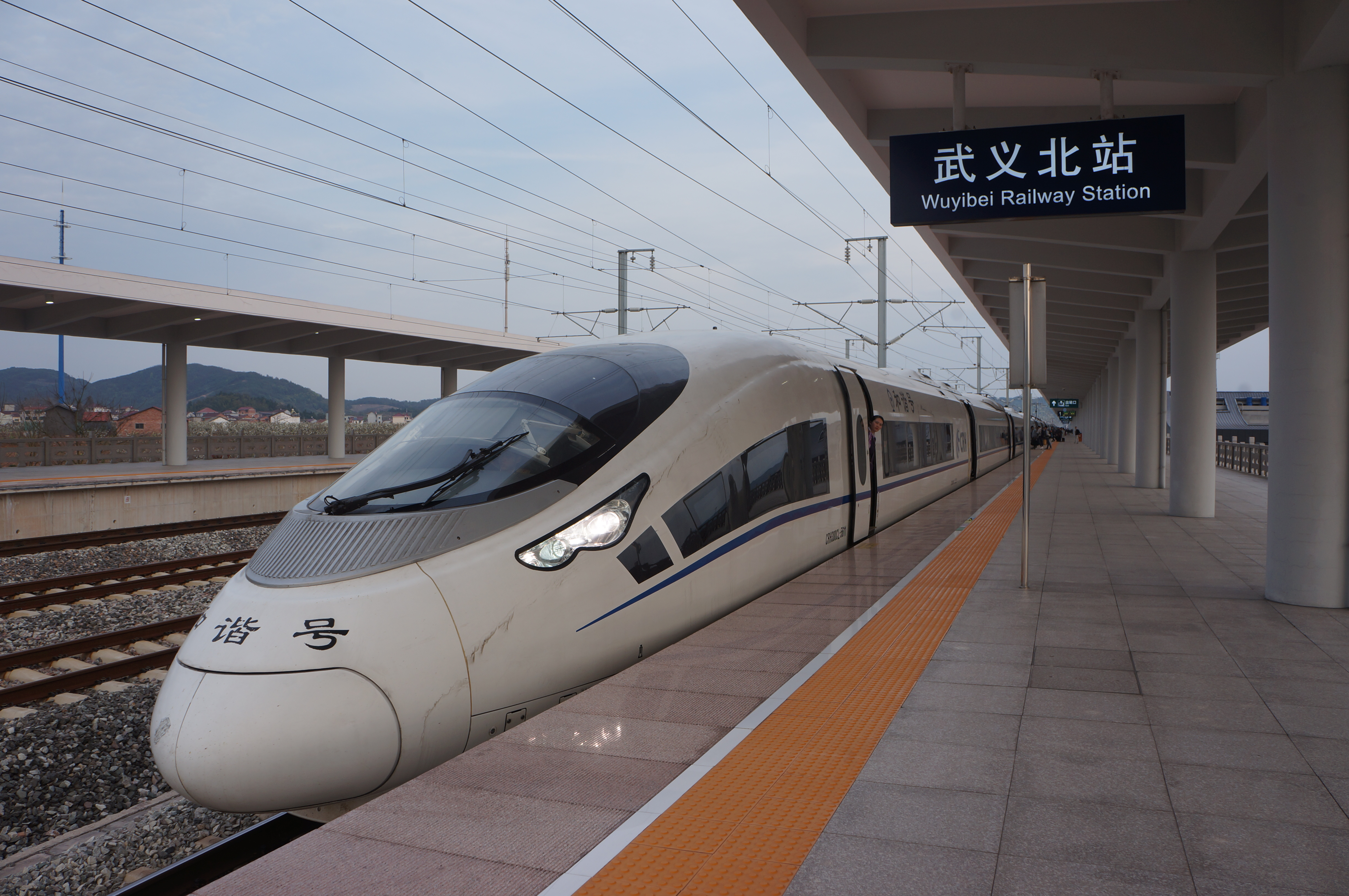
CRH380CL
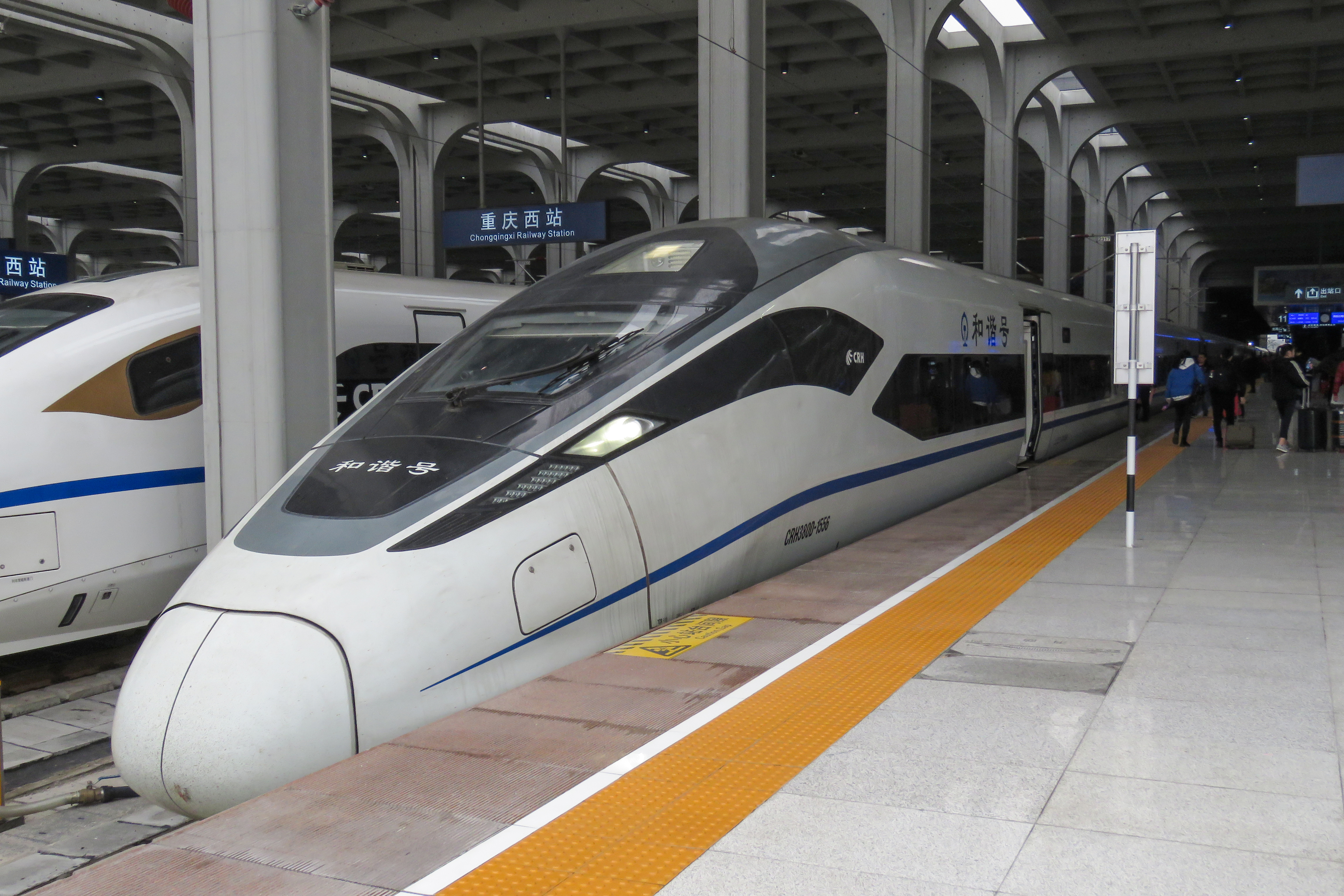
CRH380D